# گوی (تانسیلا)

گوی شهری در شهرستان تانسیلا در استان بانوا در بورکینافاسوی غربی است و جمعیت آن ۶۶۰ نفر است.